# Heroes of Earth
Albums de Wang Lee-hom
Shangri-La
(2004) Change Me
(2007)
Heroes of Earth  (chinois simplifié : 盖世英雄; pinyin : gàishì yīngxióng) est le douzième album studio du chanteur taïwano-américain Wang Lee-hom, paru en 2005. Il est sorti officiellement le 30 décembre 2005 par Sony Music Entertainment Taïwan en Taïwan.
Depuis les débuts de Wang Lee-hom, cet album est celui qui a eu le plus de succès avec une vente de plus de 1 000 000 exemplaires en dix jours après sa sortie. L'album a été classé 1er sur Taiwan's G-Music Top 20 Charts pendant 6 semaines et est resté pendant 23 semaines sur le classement musical,.

## Liste des chansons
1. "在梅邊" Zai Mei Bian (Beside the Plum Blossoms)
2. "花田錯" Hua Tian Cuo (Mistake in the Flower Fields)
3. "蓋世英雄" Gai Shi Ying Xiong ( Heroes of Earth) (featuring Jin)
4. Kiss Goodbye
5. "完美的互動" Wan Mei De Hu Dong (The Perfect Interaction) (featuring Rain et Lim Jeong-hee)
6. "大城小愛" Da Cheng Xiao Ai (Big City, Small Love)
7. "第一個清晨" Di Yi Ge Qing Chen (The First Morning)
8. "哥兒們" Ge-Er Men (Homies)
9. "讓開" Rang Kai (Move Over)
10. "愛 因為在心中" Ai, Yin Wei Zai Xin Zhong (Because Love is in the Heart)

## Singles
- Le son du single Beside the Plum Blossoms （在梅邊）est basée sur la pièce chinoise Le Pavillon aux pivoines écrit par Tang Xianzu durant la dynastie Ming. Wang Lee-hom a donné des bandes de la pièce à Ashin du groupe de rock taiwanais Mayday, qui plus tard a écrit les paroles. Lee-hom a également écrit les paroles de rap qui peuvent être entendus à la fin de la chanson. L'une des plus anciennes formes existantes de l'opéra chinois, le Kunqu est présente dans la chanson[4].
- Le single Mistake in the Flower Fields (花田錯）dispose d'une partie solo d'erhu et d'un style de chant qui imite l'opéra de Pékin. Le titre est une référence à une histoire bien connue dans l'opéra de Pékin.
- Le single Heroes of Earth （蓋世英雄） est en featuring avec le rappeur Jin et le chanteur d'opéra chinois Li Yan. Le rappeur Jin rappe en anglais et en cantonais dans la chanson.
- Le single The Perfect Interaction （完美的互動）est en featuring avec le chanteur sud-coréen Rain et Lim Jeong-hee. La chanson commence avec un solo d'une guitare espagnole. Elle a des paroles en mandarin, coréen et anglais.  Ce fut aussi la première chanson chinoise de Rain. Bien que la voix de Rain est plus présente dans cette chanson, il n'a pas enregistré la chanson en même temps que Wang Lee-hom et Lim Jeong-hee. Ces derniers sont apparus dans le clip musical sans la présence de Rain qui n'a pas pu y participer.
- Le single Because Love is in the Heart （愛因為在心中） a été écrit, composé et produit par le fan club de Wang Lee-hom en Chine comme un cadeau pour son 29e anniversaire. Il a été si touché par ce cadeau venant ses fans, qu'il a donc ajouté un peu de sa propre voix dans la chanson et l'a incluse dans son album[5].

## Tour du monde
Après la sortie de Heroes of the Earth, Wang Lee-hom a effectué une tournée internationale, a appelé Heroes of Earth World Tour (蓋世英雄巡迴演唱會). La tournée comprenait les concerts suivants:
| Date               | Emplacement                           | Lieu                         | Invités spéciaux         |
| ------------------ | ------------------------------------- | ---------------------------- | ------------------------ |
| 11–12 mars 2006    | Taipei, Taïwan                        | Taipei Arena                 | Westlife, Mayday         |
| 18 avril 2006      | Aichi, Japon                          | Aichi Kousei-Nenkin Hall     |                          |
| 19 avril 2006      | Osaka, Japon                          | Osaka Kousei-Nenkin Hall     |                          |
| 21 avril 2006      | Tokyo, Japon                          | NHK Hall                     |                          |
| 12 août 2006       | Shanghai, Chine                       | Shanghai Stadium             | Alan Ke                  |
| 25–26 août 2006    | Kowloon, Hong Kong                    | Hong Kong Coliseum           | Jacky Cheung, Vanness Wu |
| 21 octobre 2006    | Singapour, Singapour                  | Singapore Indoor Stadium     | Alan Ke                  |
| 24–25 février 2007 | Uncasville, Connecticut, États-Unis   | Mohegan Sun Arena            |                          |
| 4 mars 2007        | Kuala Lumpur, Malaisie                | Stade national Bukit Jalil   | JJ Lin                   |
| 6 octobre 2007     | Nankin, Chine                         | Wutaishan Sports Center      | Elva Hsiao               |
| 22 décembre 2007   | Las Vegas, Nevada, États-Unis         | MGM Grand Garden Arena       |                          |
| 23 décembre 2007   | San Francisco, Californie, États-Unis | Bill Graham Civic Auditorium |                          |
| 11 janvier 2008    | Jakarta, Indonésie                    | Sands Mangga Dua Square      | Idol Divo                |

## Classement
| Date de sortie   | Classement / Pays | Meilleur position |
| ---------------- | ----------------- | ----------------- |
| 30 décembre 2005 | G-music Top 20    | 23                |

### Classement des singles
| Chanson                      | Position dans les charts | Semaines en tête |
| Chanson                      | Drapeau de Taïwan        | Semaines en tête |
| Chanson                      | Hito Chinese Charts      | Semaines en tête |
| ---------------------------- | ------------------------ | ---------------- |
| Mistake in the Flower Fields | 1                        | 1 semaine        |
| Kiss Goodbye                 | 1                        | 2 semaines       |
| The Perfect Interaction      | 1                        | 1 semaine        |
| Big City, Small Love         | 1                        | 2 semaines       |
| Heroes of Earth              | 4                        | 1 semaine        |
| Beside the Plum Blossoms     | 3                        | 2 semaines       |
| The First Morning            | 2                        | 6 semaines       |